# Larsenia scalaroides
Larsenia scalaroides is een slakkensoort uit de familie van de Vanikoridae. De wetenschappelijke naam van de soort is voor het eerst geldig gepubliceerd in 1989 door Warén.